# Klausenburg (Koblenz)

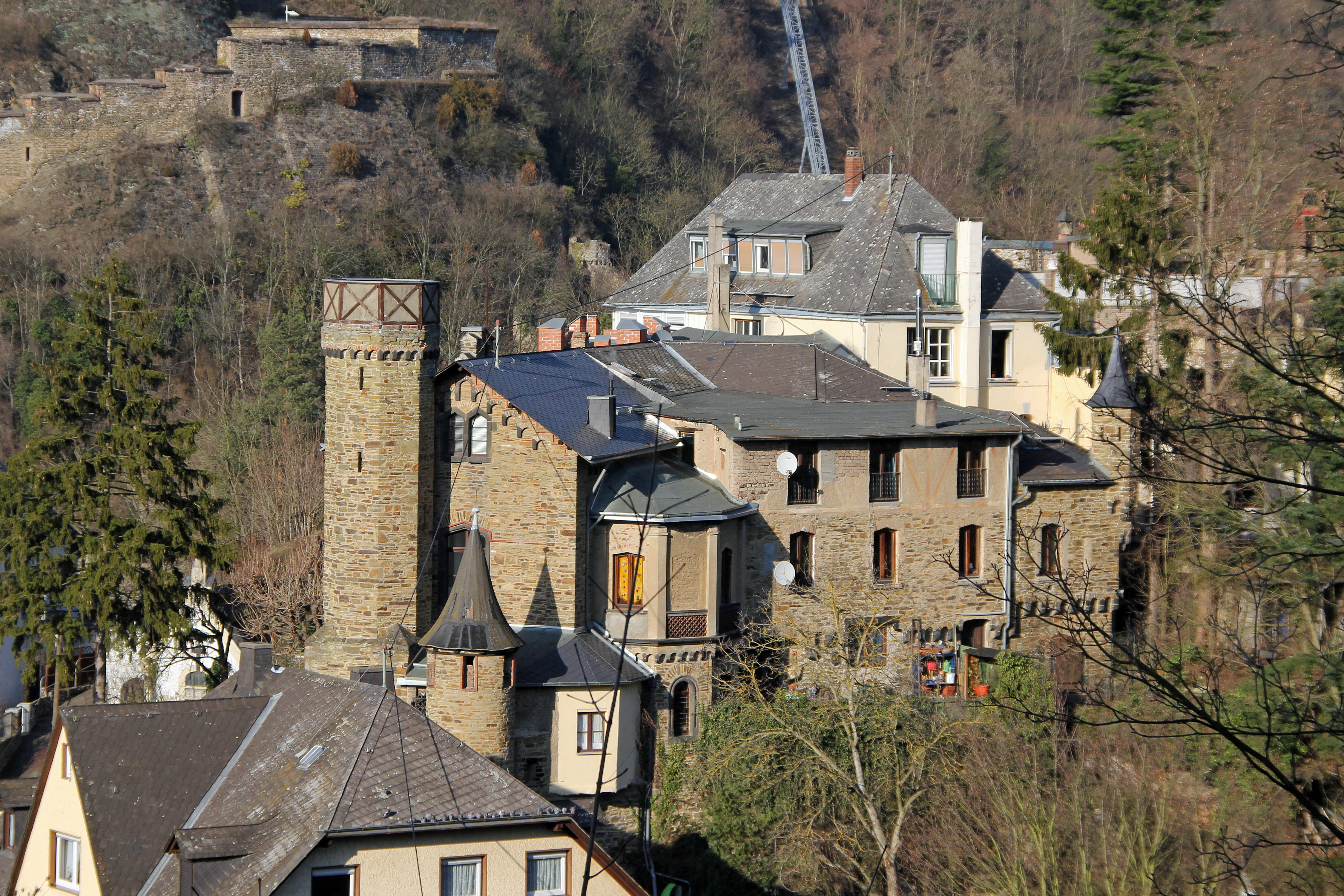
Die Klausenburg in Koblenz-Ehrenbreitstein

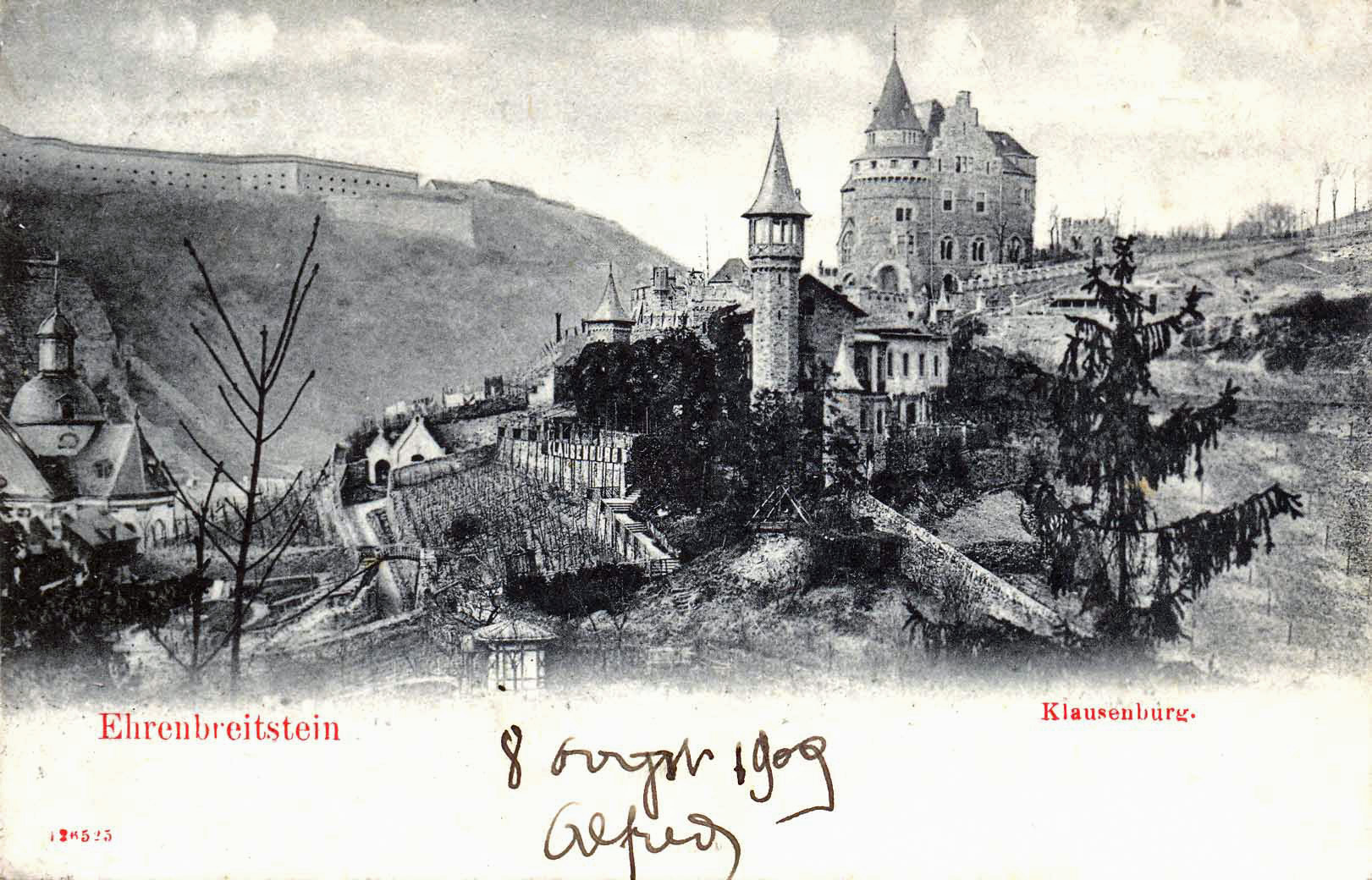
Die Klausenburg, im Hintergrund die Rheinburg, um 1909

Die Klausenburg, vormals auch Schützenburg genannt, ist ein Gebäudekomplex in Koblenz, der zunächst als Kelterhaus, dann als Befestigungsbau, Villa und Restaurationsgebäude genutzt wurde. Während ihrer Nutzung als Befestigungsbau war die im Stadtteil Ehrenbreitstein gelegene Klausenburg Teil der dortigen Stadtbefestigung. Somit gehörte sie zum System Niederehrenbreitstein der preußischen Festung Koblenz.

## Geschichte
Der Gebäudekomplex wurde 1828 an einem steilen Hang von dem Weinhändler Buschmann als Kelterhaus errichtet. Im Jahr 1853 erbte Josef Buschmann den väterlichen Weinhandel in Ehrenbreitstein. Er beschloss, das Kelterhaus zu einem repräsentablen Wohnhaus zu erweitern und den Weinhandel in ein Weingut zu verwandeln. Den Ausbauplänen standen allerdings die preußischen Rayonbestimmungen entgegen, nach denen in unmittelbarer Nähe zum Werk Klausenberg nicht massiv gebaut werden durfte. In dieser Situation kamen Buschmann die Ausbaupläne für die Ehrenbreitsteiner Stadtbefestigung zugute, so dass die Villa 1856–1857 nach Plänen von Karl August von Cohausen nun doch errichtet werden konnte. Sie wurde dabei in die Stadtbefestigung mit einbezogen und verteidigungsmäßig ausgebaut.
Bereits 1860 versuchte Buschmann das Gebäude zu verkaufen, vermutlich, da sich die Villa auf Grund ihrer begrenzten Anzahl an teils auch überdimensionierten Räumen nicht zum Wohngebäude eignete. Da sich zunächst kein Käufer für das Anwesen fand, war die Villa schließlich als Schießpreis bei einem internationalen Schützenfest der Kölner Schützengesellschaft vorgesehen. Obwohl es einen Gewinner gab, wurde die Villa nie an diesen übergeben, da Gerüchten zufolge der damalige Vereinsvorsitzende zu Beginn des Festes mit den Einnahmen durchbrannte. Geblieben ist aus dieser Zeit der Name Schützenburg, unter dem nach mehreren Besitzerwechseln schließlich 1894 eine Gaststätte eröffnet wurde. Nach erneutem Besitzerwechsel erhielt die Gaststätte und damit der gesamte Gebäudekomplex 1900 den Namen Schloß Klausenburg. Oberstleutnant Wilhelm von Bötticher, der Besitzer der benachbarten Villa Rheinburg (ehemals Werk Klausenberg), erwarb 1906 das Gebäude und ließ es zum Wohnhaus umbauen. Seit dieser Zeit vergrößerte sich die Klausenburg durch diverse An- und Umbauten bis 1919, bevor sie 1930 in einzelne Wohneinheiten unterteilt wurde, die dann nach und nach veräußert wurden. Heute gehört die Klausenburg mehreren Eigentümern.

## Bau
Kern des Gebäudekomplexes bildet das 1828 errichtete Kelterhaus, welches in Bruchstein ausgeführt wurde. Aufgrund der Nähe zum Werk Klausenberg war das Gebäude verteidigungsfähig ausgebaut und verfügte über eine Reihe von Schießscharten, die auch heute noch zu sehen sind. Westlich an das Bauwerk wurde ab 1856 ein großer Saal angebaut, der Raum darüber blieb zunächst unausgebaut. Neu- und Altbau erhielten vier Türme bzw. Türmchen. Das gesamte Mauerwerk war ebenfalls mit Bruchstein gemauert. Das Gebäude eignete sich allem Anschein nach zunächst nicht als Wohnhaus. Dies änderte sich erst unter Wilhelm von Bötticher, der die Gebäude nach 1906 umbauen ließ. In den folgenden Jahrzehnten wuchs die Klausenburg durch diverse Um- und Anbauten auf insgesamt 27 große und kleine Räume an. Sie verfügt heute zudem über sieben große und kleine Türme und zwölf Eingangstüren, davon [...] vier repräsentative Haupteingänge.
Zur Erinnerung an den Befestigungsbau ist im höchsten Turm des Gebäudes eine Marmortafel eingemauert:
„Erbaut 1856 / v. Jos. Buschmann / u. Cath. Buschmann / geb. Weiß / durch Baumeister A. von Cohausen / u. Maurermeister / Joh. Hasbach.“

## Denkmalschutz
Die Klausenburg ist ein geschütztes Kulturdenkmal nach dem Denkmalschutzgesetz (DSchG) und in der Denkmalliste des Landes Rheinland-Pfalz eingetragen. Sie liegt in Koblenz-Ehrenbreitstein im Klausenbergweg 6, 6a, 8.
Seit 2002 ist die Klausenburg Teil des UNESCO-Welterbes Oberes Mittelrheintal.